# Hurling

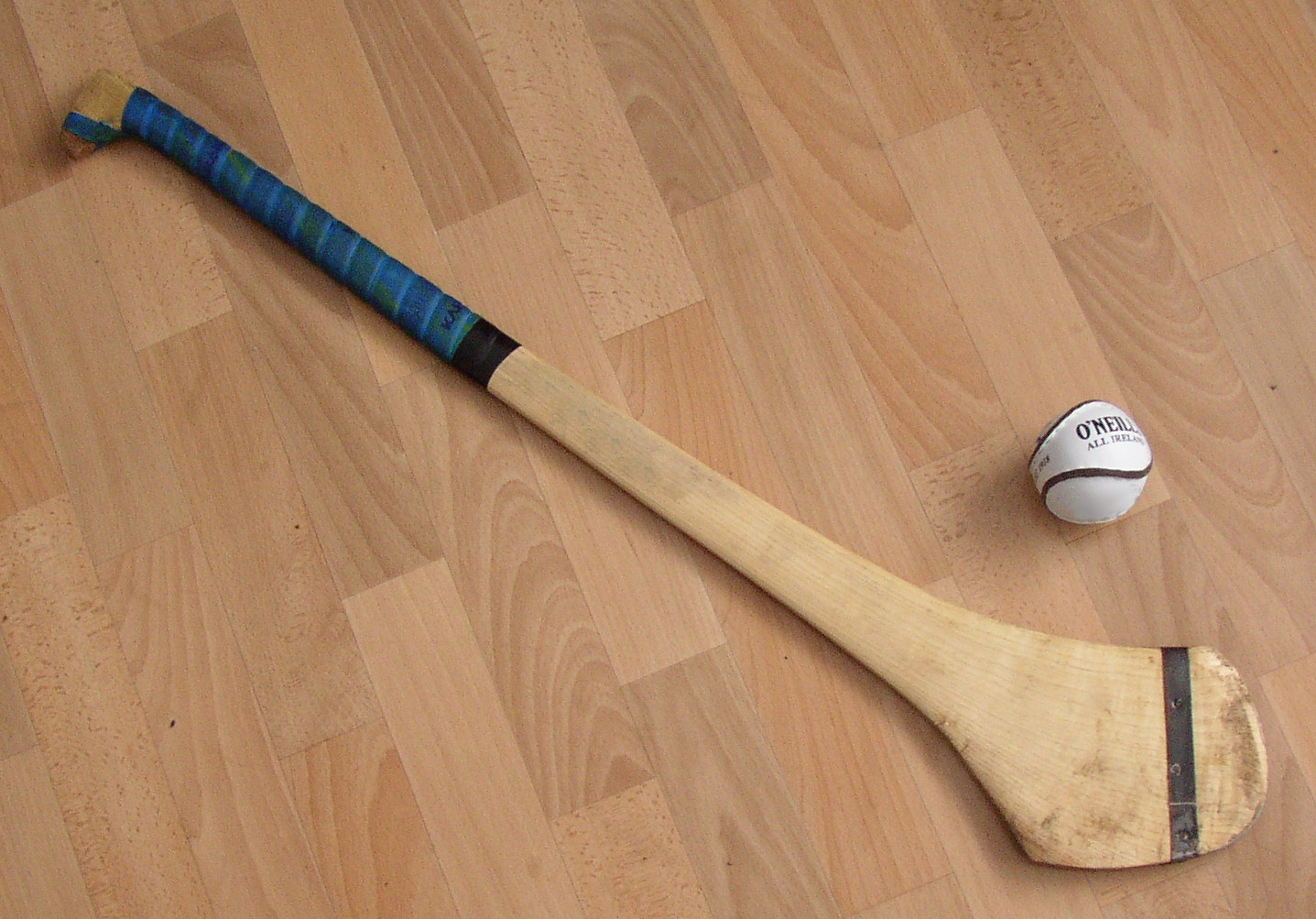
De bal (sliotar) met stick (hurley, camán)

Hurling (Iers: iomáint of iománaíocht) is een teamsport van Keltische origine, en wordt gespeeld met sticks (hurleys) en een bal (sliotar). Het spel wordt voornamelijk in Ierland gespeeld, en wordt beschreven als de snelste teamsport ter wereld. Hurling is de naam van de sport als deze door mannen wordt gespeeld, de versie van de sport gespeeld door vrouwen heet camogie. Het lijkt op shinty dat in Schotland wordt gespeeld. Hurling maakt deel uit van de Gaelic Athletic Association en wordt ook steeds populairder buiten Ierland. Zo zijn er ook verschillende clubs in Nederland en België. De Nederlandse hockeyclub THC Hurley werd genoemd naar de sport.

## Spelregels
Het doel van het spel is om meer punten te scoren dan de tegenstander. Punten worden vergaard door een harde, met leer beklede bal van 65mm diameter (een sliotar) in de goal van de tegenstander terecht te laten komen. Het doel is een stel palen in de vorm van een H (net als bij rugby) aan iedere kant van de pitch die ongeveer 137x82 meter is. In het onderste gedeelte van de H hangt een net, zoals bij voetbal. Een doelpunt (cúl, drie punten) wordt gemaakt als de bal in het net terechtkomt. Een speler kan één punt scoren als de bal tussen de palen in het bovenste gedeelte van het doel terechtkomt. 
Tijdens het spel wordt de bal van de grond of in de lucht geslagen met de hurley of camán, een houten stick die traditioneel van essenhout gemaakt wordt. Hij lijkt op een hockeystick, maar heeft een breder en plat blad aan de onderkant. Als de bal op de grond ligt, kan men hem niet met de handen oppakken, maar moet hij van de grond worden gespeeld met de hurley, of kan hij met de hurley van de grond worden opgespeeld zodat hij gevangen of weggeslagen kan worden. Als de bal wordt gevangen, mag de vanger er niet meer dan drie passen mee lopen. Hij mag de bal niet weggooien, maar wel wegtrappen of wegslaan met de hurley. Het is ook toegestaan om de bal op het blad van de hurley te balanceren terwijl men rent (dit vergt wat oefening). Tackelen is toegestaan, maar een tegenstander met een hurley slaan niet. Het komt voor dat spelers per ongeluk onzacht met elkaar in aanraking komen. Daarom wordt een helm aangeraden, maar het is niet verplicht bescherming te dragen.
Elke ploeg telt vijftien spelers: een doelman, zes verdedigers, twee middenvelders en zes spelers in de voorhoede. Een wedstrijd duurt 60 of 70 minuten, en heeft twee helften. De snelheid en moeilijkheid van het spel liggen in de kunst om de bal te vangen en te controleren –de bal kan met meer dan 150 kilometer per uur door de lucht vliegen, en een goede slag kan de bal 80m door de lucht doen reizen.

## Geschiedenis
Het spel hurling wordt voor het eerst genoemd in een omschrijving van de Slag van Moytura (13e eeuw), waar de Tuatha de Danaan de Firbolgs verslaan in een hurlingwedstrijd, en later in een oorlog. Sinds die tijd wordt hurling in meerdere oude Ierse geschriften genoemd, en is het nog steeds populair.
De belangrijkste wedstrijden zijn tussen de counties van de vier Ierse provincies: de provinciale kampioenschappen. De winnaars van de provinciale kampioenschappen spelen tegen elkaar in een All Ireland finale, die jaarlijks plaatsvindt in het Croke Park stadion in Dublin.
De sterkste ploegen komen traditioneel gezien uit de graafschappen Kilkenny, Tipperary, Wexford en Cork, alle in het zuiden van Ierland. Antrim in het noorden wordt ook gezien als een graafschap waar hurling erg populair is. 
Sinds 1884 wordt de sport geregeld door de Gaelic Athletic Association (GAA).

## Winnaars van het GAA All-Ireland hurlingkampioenschap
- 1999: Cork
- 2000: Kilkenny
- 2001: Tipperary
- 2002: Kilkenny
- 2003: Kilkenny
- 2004: Cork
- 2005: Cork
- 2006: Kilkenny
- 2007: Kilkenny
- 2010: Tipperary
- 2011: Kilkenny
- 2012: Kilkenny
- 2013: Clare
- 2014: Kilkenny
- 2015: Kilkenny
- 2016: Tipperary
- 2017: Galway
- 2018: Limerick
- 2019: Tipperary
- 2020: Limerick
- 2021: Limerick
- 2022: Limerick
- 2023: Limerick